# Ларок, Ги
Ги Ларок (фр. Guy Laroque; род. 24 июня 1946) — французский экономист.
Учился в Политехнической школе, Национальной школе статистики и экономического администрирования и Парижском университете. Преподавал в Национальной школе статистики и экономического администрирования, а также в Национальном институте статистики и экономических исследований. Президент Эконометрического общества (2002).

## Основные произведения
- «Информационная асимметрия и эмиссия активов» (Information asymétrique et émission d’actifs, 1994, в соавторстве с Г. Демань);
- «Институции рынка труда и занятость во Франции» (Labor Market Institutions and Employment in France, 2002).